# Peerapat Notchaiya
Peerapat Notchaiya (tiếng Thái: พีระพัฒน์ โน๊ตชัยยา, phiên âm: Bi-la-bát Nót-chai-da, sinh ngày 4 tháng 2, năm 1993) còn có biệt danh là Bas (บาส, Bát-xơ), là một cầu thủ bóng đá người Thái Lan thi đấu ở vị trí hậu vệ trái cho câu lạc bộ Giải bóng đá Ngoại hạng Thái Lan Bangkok United và đội tuyển quốc gia Thái Lan.

## Sự nghiệp câu lạc bộ

### Muangthong United
Ngày 27 tháng 1 năm 2016, có thông báo rằng Peerapat cùng với đồng đội ở BEC Tero Tanaboon Kesarat và Chanathip Songkrasin gia nhập Muangthong United theo dạng cho mượn cho mùa giải 2016.

## Sự nghiệp quốc tế
Peerapat Notchaiya thi đấu cho U-19 Thái Lan, và thi đấu ở Vòng loại Giải vô địch bóng đá U-19 châu Á 2012. 
Peerapat thi đấu cho đội tuyển quốc gia Thái Lan trước Trung Quốc, trong trận giao hữu mà Thái Lan giành chiến thắng 5-1. 
Anh đại diện U-23 Thái Lan ở Đại hội Thể thao Đông Nam Á 2013. 
Anh cũng thi đấu cho U-23 Thái Lan ở Đại hội thể thao châu Á 2014. Peerapat là một phần của đội hình Thái Lan ở Giải vô địch bóng đá Đông Nam Á 2014.
Vào tháng 5 năm 2015, anh được triệu tập vào Thái Lan để thi đấu Vòng loại giải vô địch bóng đá thế giới 2018 khu vực châu Á với Việt Nam.
Anh đoạt chức vô địch Đại hội Thể thao Đông Nam Á 2015 với U-23 Thái Lan.

## Phong cách thi đấu
Peerapat được biết đến với những cú sút xa đầy uy lực.

### Quốc tế
Tính đến 19 tháng 6 năm 2023
| Đội tuyển quốc gia | Năm  | Số trận | Bàn thắng |
| ------------------ | ---- | ------- | --------- |
| Thái Lan           | 2013 | 1       | 0         |
| Thái Lan           | 2014 | 8       | 0         |
| Thái Lan           | 2015 | 3       | 0         |
| Thái Lan           | 2016 | 6       | 1         |
| Thái Lan           | 2017 | 7       | 0         |
| Thái Lan           | 2018 | 3       | 0         |
| Thái Lan           | 2019 | 1       | 0         |
| Thái Lan           | 2022 | 3       | 0         |
| Thái Lan           | 2023 | 3       | 0         |
| Thái Lan           | Tổng | 35      | 1         |

## Bàn thắng quốc tế
| #  | Ngày                 | Địa điểm                                  | Đối thủ   | Tỉ số | Kết quả | Giải đấu     |
| -- | -------------------- | ----------------------------------------- | --------- | ----- | ------- | ------------ |
| 1. | 19 tháng 11 năm 2016 | Sân vận động Thể thao Philippines, Bocaue | Indonesia | 1–0   | 4–2     | AFF Cup 2016 |

## Danh hiệu

### Câu lạc bộ
BEC Tero Sasana
- Cúp Liên đoàn Bóng đá Thái Lan (1): 2014

Muangthong United
- Giải bóng đá Ngoại hạng Thái Lan (1): 2016
- Cúp Liên đoàn Bóng đá Thái Lan (2): 2016, 2017
- Siêu Cúp Thái Lan (1): 2017
- Giải bóng đá vô địch các câu lạc bộ sông Mê Kông (1): 2017

### Quốc tế
U-19 Thái Lan
- Giải vô địch bóng đá U-19 Đông Nam Á (1); 2011

U-23 Thái Lan
- Sea Games  Huy chương Vàng (2); 2013, 2015

Thái Lan
- Giải vô địch bóng đá Đông Nam Á (2): 2014, 2016
- Cúp Nhà vua Thái Lan (2): 2016, 2017